# Devil (filme)
Devil (pt: O Demónio/br: Demônio) é um filme de 2010 dirigido por John Erick Dowdle, o mesmo diretor de Quarantine.

## Sinopse
Na Filadelfia, cinco pessoas que nunca se viram, ficam presas num elevador de um arranha-céu comercial. Enquanto rumavam para seus respectivos andares, algo acontece e ele para no meio do caminho. E o que para muitos já seria motivo de tensão, piora ainda mais porque estranhos e violentos acontecimentos começam a surgir dentro do minusculo espaço. Alguém ali dentro não é quem aparenta ser. Do lado de fora, ninguém consegue arranjar um jeito de ajudá-los.

## Enredo
Ramirez (Jacob Vargas) narra histórias que sua mãe lhe contava sobre como o Diabo às vezes procurar indivíduos que pecaram, enquanto eles ainda estão vivos na Terra. Tomando forma humana, ele aprisiona os pecadores em um lugar fechado e as faz ficarem umas contra as outras, antes de matá-las uma a uma. Ramires explica que a última vítima morrerá em frente a seus entes queridos. Ele diz que os sinais começam com um suicídio, e é aí que o demônio se faz presente. A história é cortada repentinamente quando um homem comete suicídio se jogando do 35º andar de um prédio na Filadélfia. O caminhão onde ele cai silenciosamente se desloca.
O detetive Bowden (Chris Messina) é um alcoólatra em recuperação designado para o caso do suicídio. Ele explica que a razão para o seu alcoolismo é a morte de sua esposa e filho cinco anos antes, após um veículo colidir com o deles, fugir e nunca ser localizado. Enquanto isso, cinco pessoas que não se conhecem entram num elevador, que acaba preso entre dois andares. Quando a equpe de segurança do prédio a encontra, eles notam que há um sistema de CCTV e rádio que eles podem usar para falar com os ocupantes, embora não consigam ouvi-los, apenas vê-los. Bowden decide investigar o caso do elevador, já que se trata do mesmo prédio onde o suicídio ocorreu.
O narrador Ramirez aparece e é revelado que ele é um dos seguranças do prédio. Ele fica assustado com uma imagem de uma face que aparece no monitor de vídeo, mas seu chefe Lustig (Matt Craven) rejeita suas superstições e envia o técnico Dwight (Joe Cobden) para consertar o elevador, enquanto Bowden tenta conhecer os ocupantes. Apenas quatro deles são identificados Vince McCormick (Geoffrey Arend), um representante comercial; Sarah Caraway (Bojana Novakovic), uma mentirosa patológica que planeja deixar o marido e levar sua fortuna; Ben Larson (Bokeem Woodbine), um segurança temporário com um histórico de violência; uma idosa não-identificada que os policiais erroneamente identificam como Jane Kowski (Jenny O'Hara) e que é flagrada cometendo um furto no vídeo, e outro homem que posteriormente se identifica como Tony (Logan Marshall-Green), que não se apresentou na mesa de segurança da entrada do prédio.
Então, a luz do elevador começa a apagar e acender ao longo de alguns minutos, e, de cada vez que se reacende, alguém no elevador está morto. Conforme as vítimas vão surgindo, os ocupantes passam a trocar acusações, até que só Tony sobra. Contudo, a idosa estava viva e é revelado que ela foi possuída pelo diabo e passou a matar todos os ocupantes. Tony, por sua vez, tem sua identidade revelada como Tony Jankowski, e ele confessa ter sido o responsável pelo acidente que matou a esposa e o filho de Bowden - que ouve a confissão pelo rádio.
O diabo, sem ter o que fazer diante do arrependimento de Tony, desaparece, e o elevador volta a funcionar. Enquanto os corpos são levados, Bowden coloca Tony em sua viatura para levá-lo preso por seu crime. No caminho, ele revela a Tony ser o pai e o marido das vítimas do acidente, e diz que o perdoa. Ramirez, voltando a narrar, diz que sua mãe sempre o garantiu que, se o diabo é real, Deus deve ser também.

## Elenco
- Chris Messina como Detetive Bowden
- Bojana Novakovic como Sarah Caraway
- Logan Marshall-Green como Tony
- Jenny O'Hara como Jane Kowski
- Bokeem Woodbine como Ben Larson
- Jacob Vargas como Ramirez
- Geoffrey Arend como Vince McCormick
- Caroline Dhavernas como Elsa Nahai
- Matt Craven como Lustig

## Recepção
No site agregador de críticas Rotten Tomatoes, 49% das 99 resenhas dos críticos são positivas. O consenso diz: “É melhor do que muitos dos outros filmes aos quais M. Night Shyamalan foi associado, mas (...) nunca consegue mais do que algumas emoções de baixo orçamento com sua premissa diabolicamente promissora"..